# Cheung Chau
Cheung Chau (chinesisch 長洲 / 长洲, Pinyin Chángzhōu, Jyutping Coeng4 zau1) ist eine Insel in Hongkong. Sie liegt südöstlich von Lantau Island im Südchinesischen Meer und gehört administrativ zum Islands District. Sie besteht aus einem südlichen und einem nördlichen Teil, die ein Tombolo miteinander verbindet.

## Etymologie
Die lokale bzw. chinesische Bezeichnung der Insel Cheung Chau (長洲) bedeutet wörtlich die „Lange Insel“. Aufgrund seiner geografische Form auf der Landkarte gab man ihr im Englischen auch den informellen Bezeichnung Dumbell Island (啞鈴島) – wörtlich „Hantel-Insel“.

## Geschichte
Die Insel ist traditionell von Fischerei geprägt. Ähnlich wie die benachbarte Insel Lantau Island war auch Cheung Chau ein Brennpunkt der Piraterie im Südchinesischen Meer. Der bekannteste Pirat war Cheung Po Tsai (張保仔) (1783 oder 1786–1822), der bis zu 600 Schiffe mit 50.000 Piraten kommandierte. In der Cheung-Po-Tsai-Höhle (張保仔洞) hat er angeblich seinen Piratenschatz versteckt; sie kann heute besichtigt werden.
1898 fiel Cheung Chau gemeinsam mit über 200 anderen Inseln gemäß der Konvention über die Erweiterung des Hongkonger Territoriums an Britisch-Hongkong und war fortan Teil der New Territories. Der damalige Kolonialbeamte James Stewart Lockhart verfasste einen Bericht über die neuen Gebiete und bemerkte über Cheung Chau, dass hier rund 5.000 Einwohner lebten und der Ort über eine Anlegestelle für Schiffe zwischen Macau und Hong Kong Island verfügte. Außerdem gab es hier eine Zollstelle des Chinesischen Kaiserreichs.
1912 wurde die örtliche Polizeistation von Piraten überfallen, wobei drei Menschen ums Leben kamen. Ein neues Polizeigebäude wurde 1913 errichtet und wird bis heute genutzt. Ab 1919 kam es zu weitreichenden Änderungen bei der Bevölkerungspolitik, als die Verordnung Cheung Chau (Residence) Ordinance erlassen wurde. Danach durfte der südliche Teil der Insel nur noch mit Zustimmung des Gouverneurs bewohnt werden. Ziel war es, dort Missionare aus Europa und Amerika unterzubringen. Die einheimische Bevölkerung durfte nur noch auf dem Tombolo wohnen, was zu Rassentrennung führte, ähnlich wie es bereits ab 1904 auf dem Victoria Peak der Fall war. Ursprünglich trennten 15 Grenzsteine in Victoria City diese Bereiche ab, davon sind mindestens sechs lokalisiert worden. Auch die Nutzung der Strände wurde geregelt, so war Kwun Yam Beach für Europäer und Tung Wan Beach für Chinesen vorgesehen. Erst 1946 wurde diese Trennung im Lichte des Holocausts aufgehoben.
2018 wohnten auf Cheung Chau etwa 21.000 Menschen. Damit hat die Insel die höchste Einwohnerdichte im Islands District.

## Kultur und Sehenswürdigkeiten

### Cheung Chau Bun Festival
Weit über die Insel hinaus bekannt ist der Ort für das jährlich stattfindende Cheung Chau Bun Festival. Dabei werden Paraden und andere Umzüge zu Ehren verschiedener Gottheiten durchgeführt. Den Höhepunkt des Fests bildet allerdings ein genannter bun snatching-Wettbewerb (搶包山), bei dem es darum geht, an einem 60 Meter hohen Turm zu klettern und ein möglichst weit oben befestigtes Bun zu bekommen. Der Ursprung des Fests liegt wohl im Ausbruch der Pest während der Qing-Dynastie (1777). Die Bewohner der Insel veranstalteten eine Parade (長洲飄色巡遊) zu Ehren der daoistischen Gottheit Pak Tai (Standardchinesisch Beidi), bei der sie mit einer Statue der Gottheit durch die Straßen zogen. Als die Pest tatsächlich eingedämmt werden konnte, errichteten die Bewohner aus Dankbarkeit den Tempel Pak Tai Miu, der sechs Jahre später vollendet wurde.

### Tempel
Neben dem bereits erwähnten Tempel Pak Tai Miu, der zu den ältesten in Hongkong zählt, befinden sich vier Tempel zu Ehren der Himmelsgöttin Tin Hau auf der Insel. 1813 wurde ein Tempel zu Ehren von Hung Shing errichtet.

### Felsritzungen

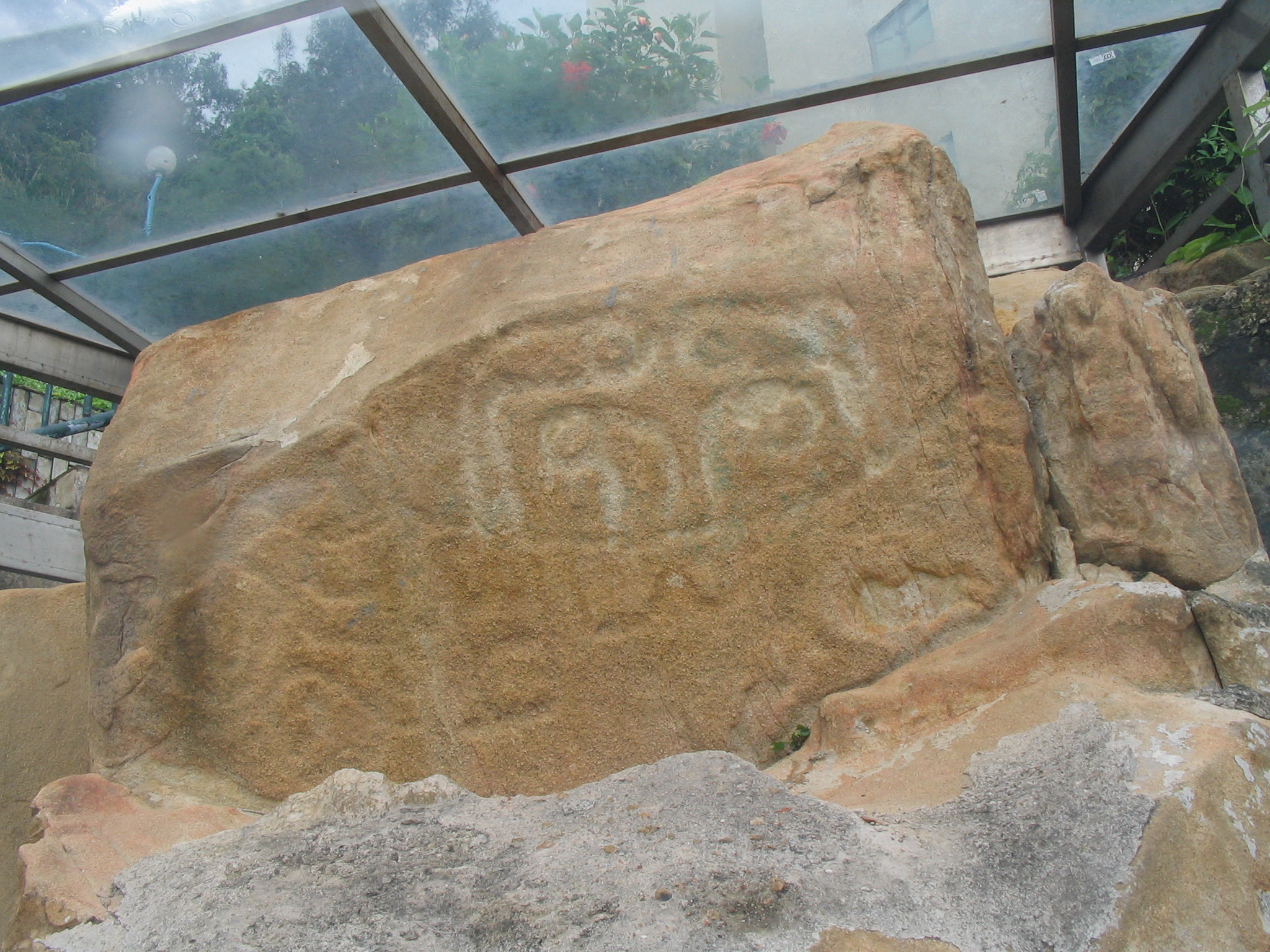
Felsritzungen

Am südlichen Ende des Tombolos ⊙ wurden 1970 vom Geologen C.J. Peng Felsritzungen entdeckt, deren Alter auf bis zu 3.500 Jahre geschätzt wird. Sie lassen sich in drei Serien einteilen und zeigen runde geometrische Figuren zusammen mit Tiermasken-Zeichnungen. Sie sind seit dem 22. Januar 1982 als Kulturdenkmal geschützt.

## Verkehr
Die Insel selbst ist abgesehen von Einsatzfahrzeugen autofrei. Es gibt zwei Anlegestellen, von denen aus Fährverbindungen nach Central und Aberdeen sowie nach Lantau Island und Peng Chau bestehen. Auf der Strecke ins etwa 20 km entfernte Central verkehren die von First Ferry betriebenen Fähren etwa halbstündlich und benötigen etwa eine Stunde bzw. 40 Minuten (Express-Fähre). Die Inter-Islands-Fähre nach Peng Chau macht auf Lantau Island zwei Zwischenstopps (in Chi Ma Wan und Mui Wo) und verkehrt ebenfalls tagsüber regelmäßig. Der Verkehr nach Aberdeen wird von Maris Ferry etwa im Zwei-Stunden-Takt (am Wochenende stündlich) betrieben. Auch hier beträgt die Reisezeit etwa eine Stunde. Im Binnenverkehr gibt es eine Sampan-Fähre („Wassertaxi“) zwischen der Hauptanlegestelle und Sai Wan im Südwesten der Insel, die etwa alle 20 Minuten fährt und zehn Minuten benötigt.
In der Nähe des St.-John-Krankenhauses befindet sich ein Hubschrauberlandeplatz.

## Söhne und Töchter des Ortes (Auswahl)
- Lee Lai-shan (李麗珊; * 1970), Seglerin, erlangte bei den Olympischen Spielen 1996 die bis 2021 einzige Goldmedaille für Hongkong
- Duncan Chow (周群達; * 1978), Schauspieler und Cousin von Lee Lai-shan
- Vincent Lee Kwun Leung (李冠良; * ????), Künstler

## Diverse
Auf der kleinen Insel leben verschiedene lokale Persönlichkeiten wie beispielsweise der Schauspieler Roger Kwok (郭晉安; * 1964), die Schauspielerin und Sängerin Kathy Chow (周海媚; * 1966).
Der deutsch-amerikanischer Fotograf Michael Wolf lebte und starb auf der Insel.